# Lívia Járóka
Lívia Járóka (wym. [ˈli:viɒ ˈja:ro:kɒ]; ur. 6 października 1974 w Tacie) – węgierska polityk narodowości romskiej, deputowana do Parlamentu Europejskiego VI, VII, VIII i IX kadencji, w latach 2017–2022 wiceprzewodnicząca tego gremium.

## Życiorys
W 1998 ukończyła studia z zakresu nauczania języka angielskiego w kolegium nauczycielskim w mieście Szombathely. Została stypendystką fundacji należącej do George’a Sorosa, uzyskała magisterium na Uniwersytecie Środkowoeuropejskim w Warszawie. Podjęła następnie studia doktoranckie na Wydziale Antropologii Społecznej University College London. Prowadziła na nich badania poświęcone mniejszości romskiej na Węgrzech.
W 2004 z listy centroprawicowej partii Fidesz została posłanką do Parlamentu Europejskiego VI kadencji. Stała się tym samym drugim w historii członkiem PE narodowości romskiej. Pracowała w Komisji Praw Kobiet i Równouprawnienia oraz Komisji Wolności Obywatelskich, Sprawiedliwości i Spraw Wewnętrznych, zasiadała w grupie EPP-ED. W wyborach europejskich w 2009 z powodzeniem ubiegała się o reelekcję. W PE zasiadała do 2014. Do Europarlamentu powróciła w 2017, zastępując Ildikó Pelczné Gáll. W 2019 utrzymała mandat poselski na kolejną kadencję. W 2017 i 2019 była wybierana na wiceprzewodniczącą Parlamentu Europejskiego.